# Tomorrow, and Tomorrow, and Tomorrow
Tomorrow, and Tomorrow, and Tomorrow è un romanzo del 2022 scritto da Gabrielle Zevin. Racconta la storia di amicizia e di intensa collaborazione lavorativa dei due sviluppatori di videogiochi Sadie Green e Samson Masur. La  traduzione italiana, che mantiene il titolo originale, è stata pubblicata a marzo del 2023 dalla Casa Editrice Nord ed è a cura di Elisa Banfi.

## Trama
Il libro è diviso in dieci sezioni, che scandiscono le tappe delle vite dei due protagonisti:
I: GIOVENTÙ MALATA - II: INFLUENZE - III: UNFAIR GAMES
In un pomeriggio di fine dicembre del 1995, Samson Masur scorge la sua amica d'infanzia Sadie Green nella metropolitana di Harvard Square. I due non si parlano da anni e, dopo essersi scambiati qualche chiacchiera d’occasione, Sadie dà a Sam un floppy disk con dentro un gioco sviluppato da lei, Solution, e gli chiede di provarlo. Tornato a casa, Sam prova Solution con il suo coinquilino Marx e rimane colpito dal lavoro di Sadie. Le scrive via mail ma lei per tutto il mese non risponde. Preoccupato, si reca a casa sua e scopre che sta vivendo un brutto momento di depressione.
Sadie, infatti, è appena uscita dalla relazione con Dov Mizrah, famoso sviluppatore di videogiochi, molto più grande di lei e suo professore al MIT. Sam si prende cura di Sadie per settimane, aiutandola a riprendersi. Intanto, dei flashback ripercorrono l'amicizia tra Sam e Sadie, che si sono conosciuti a undici anni in ospedale, dove Sam era ricoverato in seguito a un grave incidente che gli aveva distrutto il piede. A rompere la preziosa amicizia tra i due è stato il fatto che Sadie gli faceva visita per volontariato, senza mai dire a Sam la verità nel timore che lui non volesse essere più suo amico.
Tre mesi dopo l’incontro a Boston, Sam e Sadie hanno ricucito il loro legame e lui le propone di sviluppare insieme un videogioco. Con l’aiuto del coinquilino di Sam, Marx, che si offre di produrre il gioco, cominciano a lavorare su Ichigo: A child of the Sea, l’avventura di una piccola persona (il cui genere non viene specificato) che si perde durante uno tsunami e deve tornare a casa. Sono però costretti a chiedere a Dov il suo motore grafico e Sadie riallaccia una relazione con lui. Il gioco è pronto un anno esatto dopo l'incontro tra Sadie e Sam alla metropolitana.
Grazie ai contatti di Dov, Marx, Sadie e Sam riescono a vendere Ichigo, e fondano la società di videogiochi Unfair Games. Dovendo scegliere tra due proposte commerciali, Sam convince Sadie a optare per quella che dà loro più soldi, ma che li lega al contempo allo sviluppo del secondo episodio della saga. La somiglianza tra Sam e Ichigo, il/la protagonista del gioco, e la sua naturalezza nel parlare in pubblico, fanno sì che Sam diventi il volto della serie e il suo promotore. Mentre Sam è in tournée per promuovere il gioco, Sadie si trova costretta a lavorare al secondo gioco da sola. Ichigo II: Go Ichigo viene pubblicato un anno dopo, nel 1998, e vende più del suo predecessore.
Sam vorrebbe cavalcare il successo e sviluppare subito il terzo gioco della saga, ma Sadie vuole dedicarsi ad altro. Nonostante i tentativi di mediazione di Marx, Sam e Sadie litigano e lei lo accusa di averle lasciato tutto il lavoro mentre lui viaggiava in giro per il mondo. Quando si riappacificano, Sadie racconta a Sam l'idea per un nuovo gioco, Both Sides, che ha come protagonista una ragazzina che vive tra due mondi: quello reale, nel quale è vittima di bullismo, e quello di fantasia nel quale è una combattente. Attirato dall’idea, Sam accetta di mettere da parte il terzo Ichigo. Intanto, il problema al piede di Sam, che non è mai guarito dopo l’incidente, peggiora e i medici lo informano che l'unica soluzione è l'amputazione. Su suggerimento di Marx, l’Unfair Games apre i suoi uffici a Los Angeles, dove Sam può sostenere un intervento più facilmente e Sadie può mettere distanza tra sé e Dov, che è diventato violento.
Un flashback mostra che la madre di Sam è morta in un brutale incidente d'auto, e che il piede del piccolo Sam è stato distrutto nello schianto. La mattina dell'operazione, Sadie si convince che Sam l’abbia spinta a chiedere aiuto a Dov senza curarsi del rischio che lei avrebbe corso, e prende le distanze dal suo amico.
IV: BOTH SIDES - V: SVOLTE - VI: MATRIMONI - VII: L'NPC
Dopo l'operazione, Sam comincia a provare dolori all’arto fantasma, che gli impediscono di lavorare come vorrebbe. Sadie, intanto, si è messa a lavoro su Both Sides, e Sam le propone una modifica: trasformare la protagonista da vittima di bullismo a malata terminale. Ancora in rotta, i due si dividono i compiti in maniera netta: Sam si occupa esclusivamente del mondo di gioco reale, nel quale riversa tutte le difficoltà e la sofferenza che sta vivendo. Quando il gioco viene pubblicato, nel 2002, è Sadie a occuparsi del tour promozionale; le recensioni di settore, però, sono quasi tutte fredde o negative. La parte che il pubblico sembra apprezzare di più è proprio quella pensata da Sam, e il fallimento del progetto genera un nuovo litigio tra lui e Sadie. Durante la discussione, Sadie rivela a Sam di aver abortito dopo la prima rottura con Dov.
Nonostante il fallimento di Both Sides, l'Unfair Games continua a produrre videogiochi, grazie soprattutto all'intuito di Marx. Nel febbraio 2001 esce Counterpart High, che si rivela subito un successo e i due sviluppatori, Simon e Ant, diventano parte integrante del team. Marx invita Sadie ad accompagnarlo a Tokyo, dove vivono i suoi genitori e, durante il viaggio, i due decidono di creare un gioco multigiocatore online basato sul mondo sviluppato da Sam, che chiamano The Mapleword Experience. Il viaggio li avvicina molto e, al ritorno da Tokyo, cominciano una relazione, che però tengono nascosta a Sam. Lui la scopre per caso durante il lancio del gioco, e la rivelazione lo ferisce profondamente.
Il rapporto tra Sam e Sadie continua a deteriorarsi e i due hanno un altro grosso litigio quando devono scegliere il successivo gioco da sviluppare. Sadie non vuole restare ancorata al passato e vuole sviluppare un gioco nuovo, Master of the Revels, ambientato nel mondo del teatro della Londra elisabettiana. L'idea non piace a Sam, che la trova pretenziosa e noiosa. Intanto, Mapletown diventa rifugio per moltissime persone e Sam, nei panni del suo avatar sindaco Mazer, torna ad essere un volto pubblico e amato. Sadie propone di far diventare Mapletown un luogo inclusivo, implementando i matrimoni senza distinzioni di genere. All'Unfair Games cominciano ad arrivare lettere minatorie e minacce di morte.
Nonostante il parere contrario di Sam, Sadie termina il suo nuovo gioco e lui lo apprezza molto; ma il lancio del gioco è complesso, e Sam è costretto a partecipare alla campagna di promozione per dare risonanza al lancio. In viaggio, Sadie scopre di essere incinta di Marx.
Mentre Sadie e Sam sono in tour promozionale, due ragazzi armati prendono d'assalto l'Unfair Games, con l'intenzione di uccidere il sindaco Mazur per il ruolo che ha avuto nel promuovere i matrimoni omossessuali. Furioso di non aver trovato Sam, uno dei due ragazzi fa fuoco e colpisce Marx, che finisce in coma e muore settanta giorni dopo la sparatoria, lasciando l'Unfair Games e i suoi dipendenti nella disperazione.
VIII: OUR INFINITE DAYS - IX: PIONEERS - X: CARICHI E SOLCHI
Alla morte di Marx, Sam è costretto a prendere in mano la direzione dell'Unfair Games, mentre Sadie, distrutta dal lutto, si rifiuta di tornare nell'azienda. Dopo un altro brutto litigio, i due smettono di parlarsi e Sadie termina l'ultima espansione di Master of the Revels poco prima del parto.
Cinquecentotré giorni dopo la sparatoria, l'Unfair Games comincia a lavorare su un nuovo gioco, Our Infinite Days, l'ultimo progetto di Marx. Charlotte, la sviluppatrice, mostra a Sam un estratto dell'ultima espansione creata da Sadie, che Sam non ha mai giocato: in una delle scene compare un personaggio ispirato a Marx, che recita un monologo tratto dal Macbeth. Commosso, Sam capisce che la loro amicizia non può interrompersi e decide di creare un gioco ispirato a The Oregon Trail, il gioco a cui giocavano insieme da piccoli, per poterla raggiungere.
Pioneers, gioco multigiocatore online ambientato nel Far West, trova un pubblico di nostalgici pronti a giocarlo al momento dell'uscita. Per uscire dalla depressione post-partum, anche Sadie comincia a giocare e dentro il gioco stringe un forte legame con due personaggi. Quando scopre che entrambi sono impersonati da Sam si arrabbia e lascia il gioco.
Una chiacchierata con Dov aiuta Sadie a capire quanto Sam tenga a lei, e quanto la loro amicizia conti per lei. Dov le offre la sua cattedra al MIT e Sadie comincia a insegnare, riuscendo a ritrovare le parti di sé che aveva perduto alla morte di Marx. Quando il nonno di Sam muore, Sadie si presenta al suo funerale e i due riprendono lentamente i contatti. Alla fine del libro, Sadie consegna a Sam un hard disk con il nuovo gioco al quale sta lavorando, per avere un suo parere.

## Temi principali
All'interno del romanzo, Gabrielle Zevin affronta molteplici temi di attualità, aprendo riflessioni sia dentro la storia sia all'esterno, in occasione di presentazione e interviste. Tra i temi principali si segnalano:
- Ruolo dei videogiochi nella vita: nel corso del romanzo, i videogiochi vengono descritti come intrattenimento, strumento terapeutico, possibilità di fuga dal mondo reale, riflesso della realtà e perfino possibile fonte di violenza. All'interno del romanzo, l'autrice non si sbilancia verso nessuna di queste descrizioni: Zevin ha dichiarato in diverse interviste che la sua intenzione era proprio quella di mostrare la complessità dell'esperienza videoludica[1]
- Disabilità: Sam viene mostrato, fin dal principio, come un personaggio che rifiuta l'etichetta di disabile. Eppure, le molteplici fratture al piede gli causano continua sofferenza e disagio nel camminare e, quando arriverà a dover amputare il piede, il peso della sua disabilità comincerà ad essere messo in luce con una certa forza. Sarà attraverso lo sviluppo di Mapletown che Sam diventerà in grado di venire a patti con la sua disabilità, riuscendo al contempo a parlare a molte altre persone che vivono la sua stessa situazione[2]
- Appropriazione culturale: quando Sadie e Sam sviluppano il loro Ichigo, non hanno idea che creare un personaggio giapponese e "catturare" l'atmosfera di un'altra cultura solo perché questa è stimolante possa essere appropriazione culturale. È il 1995 e ancora non si parla di questi temi. In un'intervista a PublisherWeekly.com, Zevin afferma che il suo intento era proprio far notare come spesso si sbagli proprio perché non si è in grado di prevedere come cambieranno le idee da lì a qualche decina d'anni.[3]
- Violenza sessuale: la relazione tra Sadie e Dov è una relazione di forte squilibrio di potere, nel quale lui esercita spesso il suo dominio a discapito della salute e del benessere di Sadie. Sono presenti diverse scene di sesso e di pratiche sadomaso non consensuali, nonché episodi di manipolazione psicologica, che però non vengono analizzate e decostruite all'interno del romanzo.[4]
- Fluidità di genere: Ichigo, protagonista del primo videogioco di Sam e Sadie, non ha genere. Sono le persone che giocano il videogioco ad associarlo automaticamente a Sam, a causa della camminata un po' storta che ricorda quella del suo creatore, e dunque ad assegnargli un genere maschile. Dov, quando Sadie e Sam gli presentano il videogioco, consiglia loro di rendere esplicito il suo genere per favorire le vendite del videogioco, ma loro rifiutano la proposta[5]
- Matrimoni tra persone dello stesso stesso: all'interno della sezione sette del romanzo, Zevin affronta il tema dei matrimoni tra persone dello stesso sesso: Ant e Simon, due sviluppatori che collaborano con l'Unfair Games, si sposano a San Francisco insieme a moltissime altre coppie omosessuali, ma il loro matrimonio viene annullato pochi mesi dopo. L'assalto all'Unfair Games che provoca la morte di Marx ha come movente proprio la scelta della casa produttrice di introdurre i matrimoni liberi all'interno del gioco The Mapleword Experience.[1]
- Sessismo e razzismo: sono molti gli episodi in cui Zevin mette in luce fenomeni di sessismo e razzismo nei confronti dei suoi personaggi. Marx, ad esempio, recita nel teatro universitario e non interpreta mai ruoli di primo piano a causa delle sue origini per metà giapponesi; la madre di Sam, Anna Lee, vive la stessa situazione nel settore cinematografico; Sadie è continuamente svalutata nelle sue abilità di programmatrice perché è donna.[5][6]

## Curiosità
- Il primo gioco sviluppato da Sadie, EmilyBluster, è ispirato alle poesie di Emily Dickinson
- Nell'espansione di Master of the Revels sviluppata da Sadie, il personaggio ispirato a Marx recita un monologo del Macbeth di Shakespeare, che si apre con le parole che fanno da titolo al romanzo: Tomorrow, and tomorrow, and tomorrow
- L'ultimo gioco sviluppato da Sadie ha come titolo provvisorio Ludo Sextus, perché è il sesto gioco che crea (compreso Ludo Quintus a cui lei e Sam danno vita dentro Pioneers)
- Pioneers, il gioco sviluppato da Sam per Sadie, è ispirato, tra gli altri, a The Oregon Trail, Stardew Valley e Animal Crossing[7]
- Quando Marx è ricoverato in ospedale, in coma, i genitori costruiscono per lui una catena di mille gru di carta per assicurargli la guarigione, un'usanza giapponese realmente esistente nota come senbazuru[8]
- La copertina originale del romanzo (mantenuta anche nella traduzione italiana) rappresenta La grande onda di Kanagawa, una xilografia del pittore giapponese Katsushika Hokusai. È proprio il dipinto di Hokusai a ispirare lo tsunami che apre il primo gioco della serie Ichigo
- Gabrielle Zevin è figlia di due programmatori dell’Ibm ed è cresciuta giocando ai videogiochi[9]
- Come i suoi protagonisti, Zevin ha vissuto sia a Los Angeles che a Boston, e ha frequentato molti dei luoghi citati nel romanzo[7]
- Come Sam, Zevin è per metà coreana e per metà americana

## Ricezione
Tomorrow, and tomorrow, and tomorrow è stato un bestseller del New York Times per quasi un anno. Il suo successo è dovuto soprattutto alla community di BookTok, che ha creato contenuti sul libro generando oltre 19 milioni di visualizzazioni.  Nel 2024, il libro è stato inserito al 76° posto della lista dei 100 Migliori libri del 21 secolo del New York Times.